# 馬里烏波爾劇院空襲
2022年3月16日，俄羅斯入侵烏克蘭期間，俄羅斯武裝力量轟炸烏克蘭馬里烏波爾的頓內次克州學院戲劇院。在馬里烏波爾圍城戰期間，劇院被用作防空洞，以庇護大量平民。各機構對估計空襲造成的死亡人數各不相同，從至少12人（國際特赦組織）到超過600人（《美聯社》）也有。
烏克蘭政府指責俄軍在劇院庇護平民時故意轟炸該劇院。俄羅斯當局否認這些指控，並指責是亞速營炸毀了這座建築。俄羅斯的說法已被獨立調查駁斥。
該劇院是在入侵期間被摧毀的烏克蘭遺產和文化遺址之一。歐洲安全與合作組織和國際特赦組織均將此次襲擊列為俄羅斯入侵烏克蘭的戰爭罪行之一。

## 背景

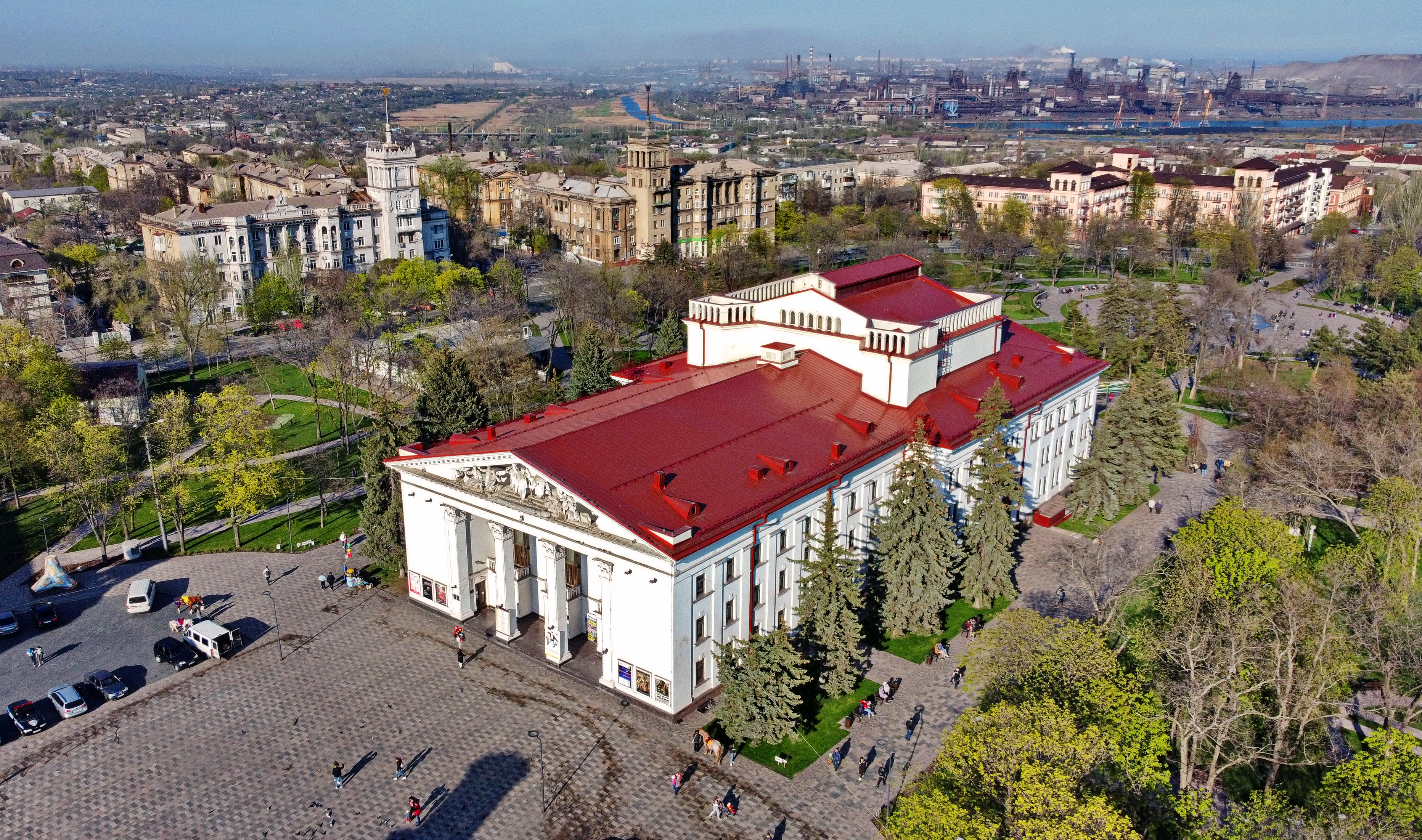
2021年5月拍攝的頓內次克州學院戲劇院，時間在空襲十個月前

2022年2月24日，俄軍夥同親俄民兵圍攻亞速海港口城市馬里烏波爾，造成重大人員傷亡。圍困期間，食物、天然氣和電力等供應被切斷。3月17日，馬里烏波爾市長謝爾蓋·奧爾洛夫估計，該市80至90%的面積因砲擊而被摧毀。
馬里烏波爾市議會官員表示，該劇院是該市最大的單一防空洞，可容納500名至1200名平民，襲擊發生時，婦女和兒童正在其中避難。
3月14日拍攝到劇院的衛星圖像顯示，劇院外廣場上的兩個位置寫著「兒童」（俄語：дети）一詞 。該字眼試圖向攻擊部隊表明該建築是一個包含兒童的民用防空洞，而不是軍事目標。

## 襲擊

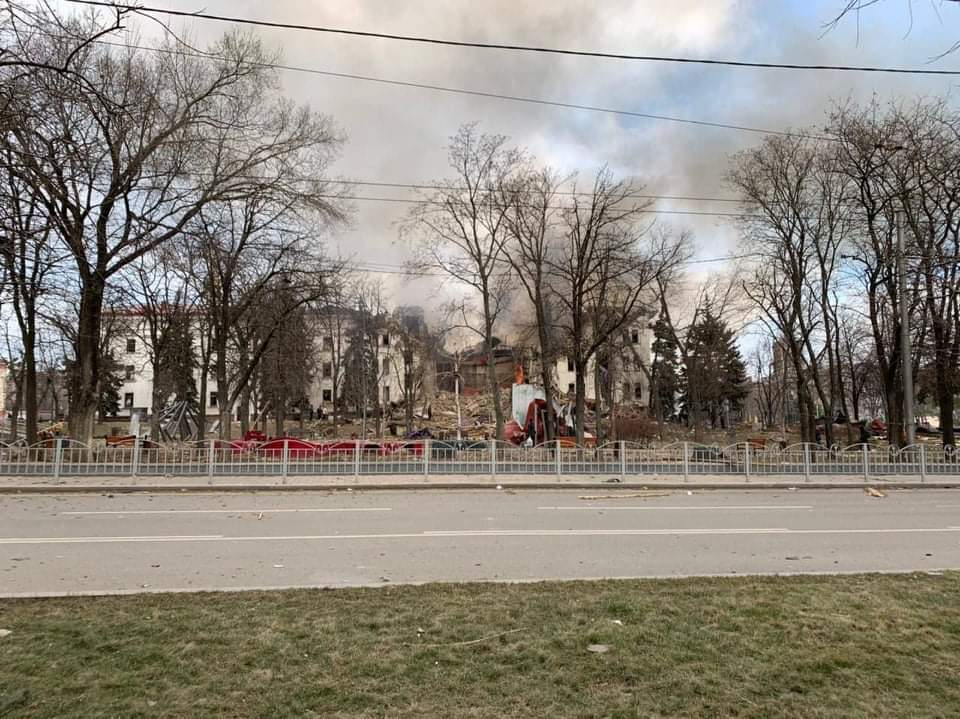
從道路上的角度觀察嚴重受損的劇院

2022年3月16日，烏克蘭指責俄軍炮轟馬里烏波爾的平民區。炮火襲擊了多個地點，包括一座游泳池建築物和一個車隊；隨後火炮襲擊了劇院，將建築物夷為廢墟。
頓涅茨克州學院劇院遭到襲擊的時間是當日上午剛過10點左右。
劇院地庫的防空洞在轟炸中倖存下來，但仍有許多人被困在燃燒的瓦礫下。來自馬里烏波爾的烏克蘭議會議員德米特羅·古林表示，由於俄軍對該地區持續襲擊，使救援工作受到阻礙。
3月25日，社交媒體上出現據稱顯示襲擊後的影片：第一段影片顯示倖存者們渾身是灰塵，從部分被毀壞的大樓上層落下；第二段影片顯示了轟擊地點。

## 遇難者
3月17日，傷亡人數尚不清楚；有些人在炮轟中倖存。
截至3月18日，約130名倖存者獲救。馬里烏波爾市議會表示，根據初步信息，沒有人死亡，但一人受重傷。
3月25日，馬里烏波爾市議會估計約300人在空襲中喪生。同日，《華盛頓郵報》發表一項調查報導，援引目擊者的話稱，所有躲在劇院地下室的家庭都毫髮無傷地逃脫了，並且在爆炸發生前就已經開始疏散。
5月4日，《美聯社》發表一項調查報導，其指有證據表明空襲造成600人死亡。許多倖存者，估計大約有200人（包括救援人員）通過主出口或一側出入口逃生；而另一側出入口和建築物後部都倒塌了。
6月7日，人權觀察和哈爾科夫人權保護小組分別宣佈，烏克蘭難民以及被強制驅逐到俄羅斯的平民受到壓力和恐嚇，被迫指控烏克蘭軍事人員參與戰爭罪行。其中包括一個案例，一名烏克蘭難民被迫指控亞速營參與空襲劇院。

## 反應
烏克蘭總統弗拉基米爾·澤連斯基指責俄羅斯犯有戰爭罪。
俄羅斯媒體廣泛報導稱，俄羅斯國防部否認對空襲事件負責，並反指責亞速營策劃並實施對劇院的轟炸。俄羅斯國防部聲稱俄軍沒有在該市範圍內進行空襲，並指責亞速營「劫持」平民並炸毀劇院的上層。
意大利文化部長達里奧·弗朗西斯基尼向烏克蘭政府提出重建劇院的提議。

## 調查

### 歐安組織報告
4月13日，歐洲安全與合作組織發佈一份報告，內容涉及馬里烏波爾戰區空襲事件：
俄羅斯聲稱這不是一個合法的目標，而是由烏克蘭的亞速團策劃炸毀。監察團並未找到任何跡象表明這可能是事實……這一事件很可能嚴重違反國際人道法，下令或執行這一行動的人犯了戰爭罪:48。

### 美聯社調查
5月4日，《美聯社》發表對此次空襲的調查，增加烏克蘭政府對約300至600人死亡的估計。其還駁斥了俄羅斯關於該劇院被烏克蘭軍隊拆除或充當烏克蘭軍事基地的說法：
沒有一名證人看到烏克蘭士兵在建築物內進行操作。沒有一個人對劇院是在俄羅斯的精確空襲中被摧毀有懷疑，這次襲擊針對的是一個眾所周知，市區最大的防空洞，而裏面有兒童。

### 國際特赦組織報告
6月30日，國際特赦組織得出結論，此次空襲是俄羅斯軍隊使用兩枚500公斤（1100磅）炸彈造成的，構成戰爭罪：
許多人在這次無情的襲擊中受傷和喪生。他們的死亡很可能是由俄羅斯軍隊有意針對烏克蘭平民的行動所導致的。國際刑事法院以及所有具有對這次衝突期間的犯罪行為管轄權之機構，必須將這次襲擊視為戰爭罪進行調查。所有負有責任的人都必須為造成如此多的死亡和破壞負責。

國際特赦組織認為，至少有十幾人在襲擊中遇難，很可能還有更多人受嚴重傷害。這一估計較之前的統計數字較低，原因是在襲擊前兩天，大量平民已經離開劇院，而大多數留下的人在劇院的地下室和其他受到爆炸衝擊較小的地方。

## 後續
7月11日，烏克蘭媒體報導稱，劇院瓦礫被俄羅斯人清理，受害者屍體據稱被運往不明地點。
頓內次克州學院戲劇院遺址周圍建立了波特金村莊風格的場景。
2023年2月，俄羅斯記者瑪麗亞·波諾馬連科因發佈批評俄羅斯媒體有關馬里烏波爾劇院空襲的信息，其被俄羅斯當局根據《俄羅斯戰爭審查法》判處六年監禁。
3月29日，《汽油彈訊息》發表一份報告，指責俄羅斯俄羅斯空軍第960突擊航空團的謝爾蓋·阿特羅先科上校領導了這次襲擊，該襲擊起始於克拉斯諾達爾邊疆區濱海阿赫塔爾斯克附近的一個機場。
9月，一群來自中華人民共和國的博主受俄罗斯官方邀请访问，来到訪頓內次克州學院戲劇院廢墟，而當中的歌手王芳在該劇院廢墟現場表演了蘇聯二戰歌曲《喀秋莎》。其影片被頓涅茨克人民共和國首腦傑尼斯·普希林發佈至社交媒體中。此事件引起烏克蘭全國震怒，烏克蘭外交部發言人奥萊赫·尼科倫科譴責中國博主一行人是「道德淪喪的典型」，要求中方對中國公民在馬里烏波爾的停留以及唱歌行為做出解釋，並啟動涉及事件的中國博主不得入境烏克蘭之制裁禁令。

## 另見
- 馬里烏波爾醫院空襲